# Fanjiayuan (köpinghuvudort i Kina, Hunan Sheng, lat 28,89, long 113,09)
Fanjiayuan (kinesiska: 范家园, 范家园镇) är en köpinghuvudort i Kina. Den ligger i provinsen Hunan, i den södra delen av landet, omkring 77 kilometer norr om provinshuvudstaden Changsha. Antalet invånare är 14 965. Befolkningen består av 7 269 kvinnor och 7 696 män. Barn under 15 år utgör 16,0 %, vuxna 15-64 år 72 %, och äldre över 65 år 10,0 %.
Runt Fanjiayuan är det tätbefolkat, med 369 invånare per kvadratkilometer. Närmaste större samhälle är Miluo Chengguanzhen, 8,6 km söder om Fanjiayuan. Trakten runt Fanjiayuan består till största delen av jordbruksmark.
Genomsnittlig årsnederbörd är 1 879 millimeter. Den regnigaste månaden är maj, med i genomsnitt 312 mm nederbörd, och den torraste är oktober, med 57 mm nederbörd.